# Lew V
Lew V (Lew-Kiedrowski, Stresz) – kaszubski herb szlachecki, odmiana herbu Lew.

## Opis herbu
Opis z wykorzystaniem zasad blazonowania, zaproponowanych przez Alfreda Znamierowskiego:
W polu błękitnym lew złoty wspięty. Klejnot: nad hełmem w koronie pół lwa złotego, wspiętego. Labry błękitne, podbite złotem.

## Najwcześniejsze wzmianki
Herb pojawił się w herbarzu Nowy Siebmacher, znany także ze zbiorów Uwe Kiedrowskiego jako jeden z herbów Kiedrowskich.

## Herbowni
Przemysław Pragert przypuszcza, że tego herbu mogła pierwotnie używać rodzina Kiedrowskich z przydomkiem Lew. Tadeusz Gajl wymienia jeszcze tego herbu rodzinę Strzesz (Strzeszko, Strzeszon).
Bardzo podobnego herbu, Lew VI (Gruba, Nieznachowski) używały rodziny Grubów i Nieznachowskich (Niezuchowski, Nieżuchowski).